# Cascate del Reno
Le cascate del Reno (in tedesco Rheinfall), note anche come cascate di Sciaffusa, sono le cascate più larghe d'Europa.
Sono situate nella parte superiore del corso del fiume Reno, a Neuhausen am Rheinfall, a poca distanza dalla città di Sciaffusa nel nord della Svizzera vicino al confine tedesco. Le cascate hanno un'ampiezza di 150 metri e un'altezza di 23 metri, il bacino ha una profondità di 23 metri con una portata d'acqua media sui 750 m³/s, nel periodo estivo di 600 m³/s e quello invernale sui 250 m³/s. Il flusso d'acqua nella sua portata massima era di 1250 m³/s nel 1965 e il flusso di acqua minimo 95 m³/s nel 1921.
Dopo la cascata, sulla riva sciaffusana del Reno si trova casa Wörth che ospita un ristorante e un negozio, da lì partono piccoli battelli che vanno alla cascata dove si trova il confine del Canton Sciaffusa e Canton Zurigo e sulla riva Zurighese, dove si trova castello Laufen che ospita un ristorante, un negozio e un ostello.

## Formazione
Circa 500.000 anni fa avviene la prima avanzata dei ghiacciai in Svizzera e comincia a formarsi il paesaggio attuale. Fino alla fine della glaciazione Riss circa 200.000 anni fa, il Reno scorreva a ovest di Sciaffusa attraverso il Klettgau. Questo letto antico del Reno fu successivamente coperto da depositi glaciali.
Circa 120.000 anni fa, il Reno cominciò a scorrere a sud di Sciaffusa e cominciò a formare dei piccoli corsi d'acqua. Il bacino idrografico attuale lascia ancora intravedere questi corsi d'acqua, che furono successivamente ricoperti.
Dopo l'ultima glaciazione, la glaciazione Würm, il Reno formò una curva verso sud e incominciò a scavare il suo letto attuale nel calcare. Sulla zona di transizione tra il calcare e i sedimenti trasportati dai ghiacciai in fase di ritiro, di facile erosione, si formarono le cascate che hanno raggiunto la fisionomia attuale tra 17.000 e 14.000 anni fa.

## Galleria d'immagini

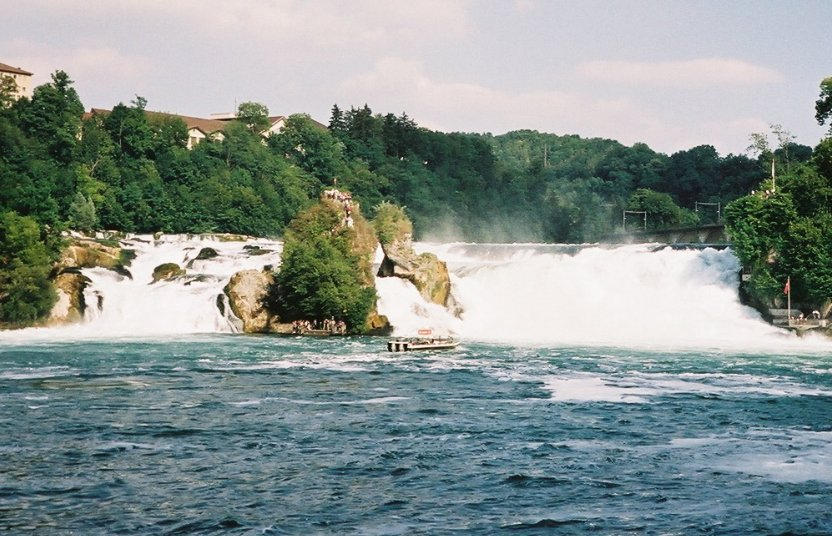
Cascate del Reno vista anteriore
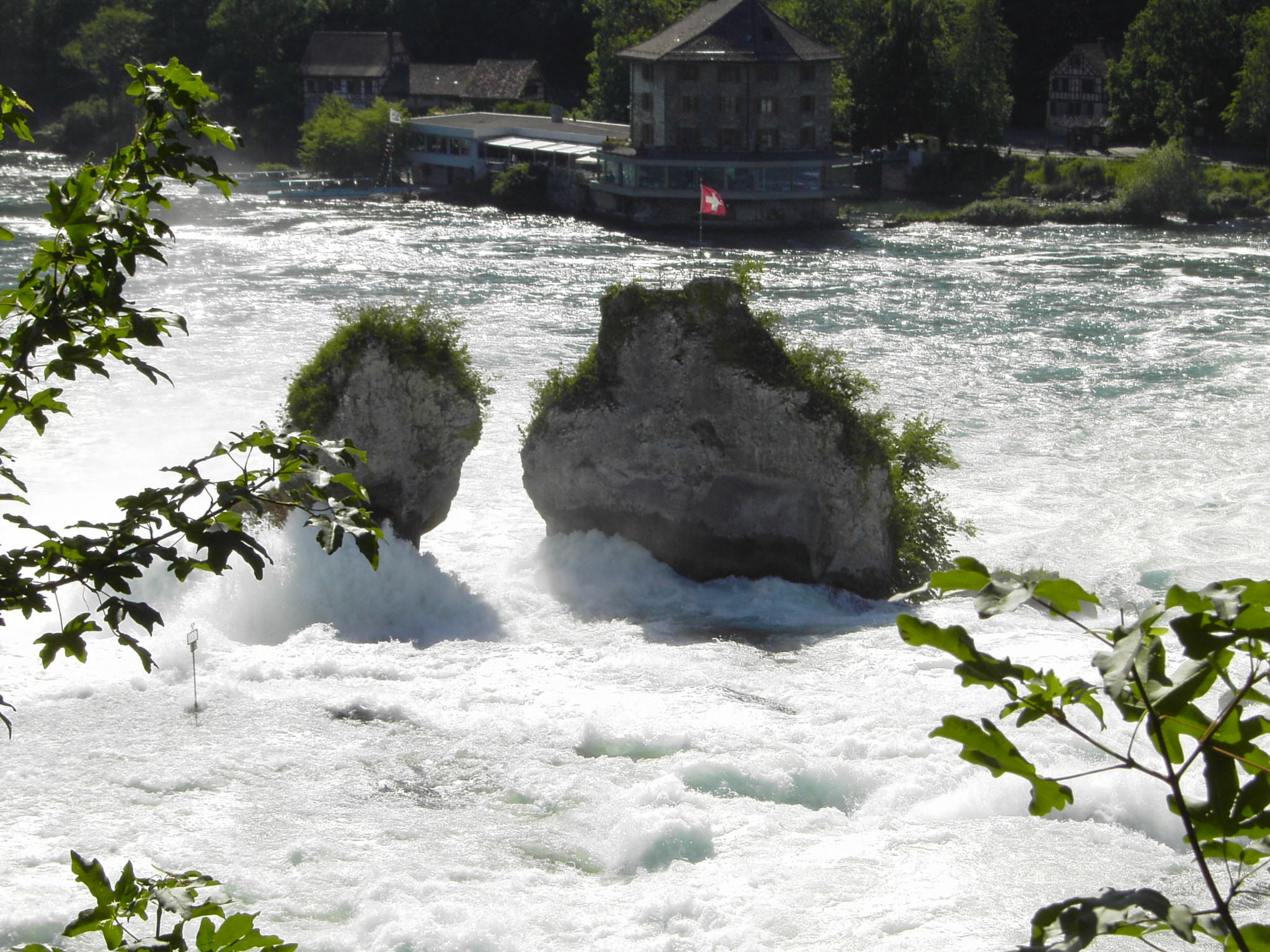
Cascate del Reno vista posteriore